# Lista över på Riddarhuset introducerade svenska adelsätter
| Vapen | Namn              | Värdighet     | Nummer | Adlad genom                                               | Adlad                                | Introducerad                         | Utdöd                                                                              | Kommentar |
| ----- | ----------------- | ------------- | ------ | --------------------------------------------------------- | ------------------------------------ | ------------------------------------ | ---------------------------------------------------------------------------------- | --- |
|       | Abrahamsson       | Adlig         | 1817   | Petter Abrahamsson                                        | 1727                                 | 1727                                 | 1741                                                                               | |
|       | af Acrel          | Adlig         | 2130   | Olof Acrelius                                             | 1780                                 | 1781                                 | 1806                                                                               | |
|       | Adelborg          | Adlig         | 2090   | Johan Borgh, Eric Otto Borgh och Johan Aron Borgh         | 1772                                 | 1776                                 |                                                                                    | |
|       | Adelcrantz        | Adlig         | 1469   | Göran Josuæ Törnquist                                     | 1712                                 | 1719                                 | 1777 (genom upphöjelse i friherrlig värdighet)                                     | |
|       | Adelcrantz        | Friherrlig    | 274    | Carl Fredrik Adelcrantz                                   | 1766                                 | 1776                                 | 1796                                                                               | |
|       | Adelheim          | Adlig         | 1886   | Johan Borgström                                           | 1743                                 | 1746                                 | 1800 (fråndömd adelskapet vid Riksdagen 1800); siste manlige medlemmen avled 1806. | |
|       | Adelhielm         | Adlig         | 1610   | Abraham Bergman (Bergmark)                                | 1719                                 | 1720                                 | 1805                                                                               | |
|       | Adelsköld         | Adlig         | 2029   | Johan Christian Thomée                                    | 1773                                 | 1775                                 |                                                                                    | |
|       | Adelstierna       | Adlig         | 1441   | Nils Gavelius                                             | 1708                                 | 1719                                 | 1734                                                                               | |
|       | Adelswärd         | Adlig         | 1707   | Johan Hultman och Leonard Keijser                         | 1719                                 | 1720                                 | 1770 (genom upphöjelse i friherrlig värdighet)                                     | |
|       | Adelswärd         | Friherrlig    | 249    | Johan Adelswärd                                           | 1770                                 | 1772                                 |                                                                                    | |
|       | Adelswärd         | Grevlig       | 138    | Erik Reinhold Adelswärd                                   | 1823                                 | 1825                                 | 1840                                                                               | Upphöjd i enlighet med 37 § RF 1809, vilket innebär att endast huvudmannen har grevlig värdighet |
|       | Adlerbaum         | Adlig         | 1635   | Hans Baumgart                                             | 1719                                 | 1720                                 | 1742 (troligen)                                                                    | Kan eventuellt ha fortlevt efter 1742, bland annat i Preussen. |
|       | Adlerberg         | Adlig         | 1061 B | 7 barn till Olof Svebilius                                | 1684                                 | 1686                                 | 1920 (i Sverige)                                                                   | Även introducerad på riddarhusen i Estland och Livland. En av dessa grenar upphöjd i rysk grevlig värdighet 1847 och fortlevde i Ryysland åtminstone till 1917.                                            |
|       | Adlercreutz       | Adlig         | 1386 B | Tomas Teuterström                                         | 1700                                 | 1703                                 |                                                                                    | |
|       | Adlercreutz       | Kommendörsätt | 1386 A | Carl Johan Adlercreutz                                    | 1808                                 | —                                    |                                                                                    | |
|       | Adlercreutz       | Friherrlig    | 331    | Carl Johan Adlercreutz                                    | 1808                                 | 1810                                 |                                                                                    | Endast huvudmannen har friherrlig värdighet. |
|       | Adlercreutz       | Grevlig       | 125    | Carl Johan Adlercreutz                                    | 1814                                 | 1815                                 |                                                                                    | Upphöjd i enlighet med 37 § RF 1809, vilket innebär att endast huvudmannen har grevlig värdighet. |
|       | Adlersparre       | Adlig         | 1988   | Christopher Christophersson                               | 1757                                 | 1773                                 | 1956 (i Sverige)                                                                   | Fortlever i Kanada. |
|       | Adlersparre       | friherrlig    | 337    | Georg Adlersparre                                         | 1809                                 | 1811                                 | 1818 (genom upphöjelse i grevlig värdighet)                                        | Upphöjd i enlighet med 37 § RF 1809, vilket innebär att endast huvudmannen har friherrlig värdighet |
|       | Adlersparre       | Grevlig       | 130    | Georg Adlersparre                                         | 1816                                 | 1818                                 | 1908                                                                               | Upphöjd i enlighet med 37 § RF 1809, vilket innebär att endast huvudmannen har grevlig värdighet |
|       | Anckarsvärd       | Grevlig       | 116    |                                                           |                                      |                                      |                                                                                    | |
|       | von Ascheberg     | Grevlig       | 23     |                                                           |                                      |                                      | 1722                                                                               | |
|       | Banér             | Grevlig       | 11     | Gustaf Adam Banér                                         | ???                                  | ???                                  | 1698                                                                               | |
|       | Banér             | Friherrlig    | 22     | Gustaf Banér                                              | 1651                                 | 1652                                 | -                                                                                  | |
|       | af Chapman        | Adlig         | 2088   | Fredrik Henrik af Chapman                                 | 1772                                 | 1776                                 | 1808 (ursprunglig gren), 1891 (adopterad gren)                                     | Den adopterad grenen adlad och introducerad 1787. |
|       | Charpentier       | Adlig         | 765    | Toussaint de Charpentier                                  | 1664                                 | 1668                                 | 1782 (ursprunglig gren i Sverige), adopterad gren fortlever                        | Den adopterade grenen adlad 1773 och introducerad 1777. |
|       | von Chemnitz      | Adlig         | 417    | Franciscus Chemnitius                                     | 1648                                 | 1649                                 | Första halvan av 1700-talet (i Sverige)                                            | Kan fortleva i Tyskland. |
|       | Chounfelt         | Adlig         | 534    | Mårten Jostsson                                           | 1651                                 | 1652                                 | Okänt år                                                                           | |
|       | von Christiersson | Adlig         | 1725   | Carl Christiernin                                         | 1720                                 | 1720                                 | 1816 (i Sverige)                                                                   | Fortlever i Finland (ätt 110 på Finlands riddarhus) |
|       | Clairfelt         | Adlig         | 1816   | Mauritz Clairfelt                                         | 1816                                 | 1816                                 | 1951                                                                               | Adlad i enlighet med 37 § RF 1809, vilket innebär att endast huvudmannen har adlig värdighet. |
|       | Clementeoff       | Adlig         | 1956   | Vasili Clementeoff                                        | 1680 (möjligen naturaliserad)        | 1756                                 | 1889                                                                               | Även introducerad på Finlands riddarhus 1818 (ätt nr 132) |
|       | Clerck            | Adlig         | 433    | Hans Clerck d.ä.                                          | 1648 (äldre gren), 1678 (yngre gren) | 1649 (äldre gren), 1678 (yngre gren) | 1745                                                                               | |
|       | Clerck            | Friherrlig    | 82     | Hans Clerck d.y.                                          | 1687                                 | 1689                                 | 1738                                                                               | |
|       | Clerck            | Adlig         | 442    | Rickard Clerck                                            | 1648                                 | 1649                                 | 1688                                                                               | |
|       | Clerck            | Adlig         | 1382   | Jakob Clerck                                              | 1699                                 | 1701                                 | 1808                                                                               | |
|       | Cletzer           | Adlig         | 806    | Henrik Cletcher                                           | 1672 (naturaliserad)                 | 1672                                 | Efter 1723                                                                         | |
|       | Clo               | Adlig         | 653    | 6 barn till Johannes Canuti Lenaeus                       | 1658                                 | 1660                                 | Efter 1700                                                                         | |
|       | Clodt             | Friherrlig    | 126    | Johan Adolf Clodt von Jürgensburg                         | 1714                                 | 1719                                 | 1771 (i Sverige)                                                                   | Fortlever troligen i Ryssland. Även introducerad på riddarhusen i Estland 1745 och Livland 1747. Bilden visar ättens ursprungliga adliga sköld, vilken ingick som hjärtsköld i det svenska friherrevapnet. |
|       | Cock              | Adlig         | 903    | Joakim Christian Cock                                     | 1676                                 | 1678                                 | 1867                                                                               | |
|       | von Conowen       | Adlig         | 1745   | Christian Didrik von Conow                                | 1698                                 | 1723                                 | 1792                                                                               | |
|       | Conradi           | Adlig         | 2020   | Georg Henric Conradi                                      | 1769 (adelsbrev 1773)                | 1775                                 |                                                                                    | Även introducerad på Finlands riddarhus 1818 (ätt nr 144) men utdöd där 1846. |
|       | Coyet             | Adlig         | 473    | Peter Julius Coijet                                       | 1649                                 | 1615                                 |                                                                                    | |
|       | Coyet             | Friherrlig    | 363    | Gustaf Julius Coyet                                       | 1815                                 | 1817                                 | 1862                                                                               | Friherrlig i enlighet med 37 § RF 1809, vilket innebär att endast huvudmannen har friherrlig värdighet. |
|       | Coyet             | Friherrlig    | 117    | Wilhelm Julius Coyet                                      | 1706                                 | 1719                                 | 1782                                                                               | |
|       | Crafoord          | Adlig         | 743    | Jacob Crafoord                                            | 1668 (naturaliserad)                 | 1668                                 |                                                                                    | |
|       | Crail             | Adlig         | 214    | Georg Günther Krail von Bemebergh                         | 1634 (naturaliserad)                 | 1634                                 | 1719                                                                               | |
|       | Crantzfelt        | Adlig         | 567    | Lars Mårtensson                                           | 1651                                 | 1654                                 | 1703                                                                               | |
|       | Cremer            | Adlig         | 713    | Johan Cremer                                              | 1662                                 | 1664                                 | 1852 (ursprunglig gren)                                                            | En yngre gren som felaktigt införts på ättens stamtavla men genom beslut av Adelsmötet 1980 tillåtits att kvarstå som tillhörande ätten fortlever i Finland.                                               |
|       | Creutz            | Adlig         | 92     | Erengisle Larsson                                         | Medeltid; bekräftat 1569             | 1625                                 | 1654 (genom upphöjelse i friherrlig värdighet)                                     | |
|       | Creutz            | Friherrlig    | 48     | Lorentz Creutz den äldre och Ernst Johan Creutz den äldre | 1654                                 | 1654                                 |                                                                                    | Fortlever även i USA och Nederländerna. |
|       | Creutz            | Grevlig       | 68     | Johan Creutz                                              | 1719                                 | 1720                                 |                                                                                    | Även introducerad på Finlands riddarhus 1818 (ätt nr 1) |
|       | Creutzhammmar     | Adlig         | 200    | Matts Tönnesson                                           | 1627                                 | 1633                                 | 1657                                                                               | |
|       | af Cristiernin    | Adlig         | 2147   | Harald Christiernin                                       | 1783                                 | 1788                                 | 1881                                                                               | |
|       | von Cron          | Adlig         | 1821   | Carl Vilhelm Crohn                                        | 1727                                 | 1727                                 | 1759                                                                               | |
|       | Cronacker         | Adlig         | 980    | Niklas Jonsson                                            | 1677                                 | 1682                                 | 1699                                                                               | |
|       | Cronacker         | Adlig         | 983    | Baltasar Jonsson                                          | 1679                                 | 1682                                 | 1879                                                                               | |
|       | Cronberg          | Adlig         | 646    | Börje Olofsson Bureus                                     | 1654                                 | 1655                                 | 1717 (genom upphöjelse i friherrlig värdighet)                                     | |
|       | Cronberg          | Friherrlig    | 132    | Fredrik Magnus Cronberg                                   | 1717                                 | 1719                                 | 1740                                                                               | |

## Källförteckning
- Gustaf Elgenstierna: Den introducerade svenska adelns ättartavlor, band I-IX (Stockholm 1925-1936)
- Sveriges ridderskaps och adels kalender, årgångarna 1949, 1956, 2013.